# Peltidium robustum
Peltidium robustum är en kräftdjursart som först beskrevs av Claus 1889.  Peltidium robustum ingår i släktet Peltidium och familjen Peltidiidae. Inga underarter finns listade i Catalogue of Life.